# Vudsijevke
Vudsijevke (lat. Woodsiaceae, manja biljna porodica papratnjača iz reda osladovki (Polypodiales). Ponekad se navodi kao potporodica slezeničevki, Aspleniaceae. 
Na popisu su 3 roda (1 hibridni) sa 51 vrstom i 5 notovrsta. Ime je dobila po najvažnijem rodu vudsija (Woodsia), među kojima su poznate rutava i alpska vudsija. Osim ovoga roda u vudsijevke se ubrajaju i neki rodovi koji se ponekad smatraju za sinonime roda vudsija. Ukupno 10 rodova
Rutava ili crvenkasta vudsija (Woodsia ilvensis) raste i u Hrvatskoj

## Priznati rodovi
1. Physematium Kaulf.
2. Woodsia R. Br.
3. ×Woodsimatium Li Bing Zhang, N.T.Lu & X.F.Gao